# Кайдашев, Игорь Петрович
Иго́рь Петро́вич Ка́йдашев (30 мая 1969, г. Запорожье, Украина) — украинский иммунолог и аллерголог, доктор медицинских наук, профессор, Президент Украинского общества специалистов по иммунологии, аллергологии и иммунореабилитации, профессор кафедры внутренней медицины № 3 с фтизиатрией, проректор по научной работе ВГУЗУ «УМСА».

## Этапы жизни
В 1994 году окончил с отличием Полтавский государственный медицинский стоматологический институт, продолжил научную работу в аспирантуре на кафедре нормальной физиологии.
В 1996 году защитил кандидатскую диссертацию та тему: «Влияние поверхностных гликопротеидов эритроцитов на взаимодействие их мембран с нейтрофильными лейкоцитами и лимфоцитами».
В 1999 году защитил докторскую диссертацию та тему: «Регуляторный природный пептидный комплекс почек: получение, физико-химические свойства, связь с главным комплексом гистосовместимости, иммунобиологические эффекты и разработка фармакологического вещества» по специальности «иммунология и аллергология».
С 2002 года — профессор кафедры внутренней медицины №3 с фтизиатрией  ВГУЗУ «УМСА».
С февраля 2010 года — проректор по научной работе ВГУЗУ «УМСА».

## Научная деятельность
И. П. Кайдашеву принадлежит весомый вклад в изучение невыясненных вопросов диагностики, лечения и профилактики аутоиммунных и аллергических заболеваний. Работы по изучению молекул главного комплекса гистосовместимости, физиологической и фармакологической активности пептидных экстрактов внутренних органов впервые им выполнены и получили высокую оценку в научных кругах, в том числе — в США, Польше, Германии, Италии. Пионерские исследования апоптоза лимфоидных клеток получили широкую известность за пределами Украины. Его научные труды и многолетняя деятельность является значительным вкладом в медико-иммунофизиологические исследования, которые внедрены в практику здравоохранения, и носят новаторский характер. И. П. Кайдашев является автором и соавтором более 600 научных и научно-методических трудов, из них 101 статья - в журналах, индексируемых базой данных "Scopus", h-индекс: 12 . Имеет 64 авторских свидетельств и патентов на изобретения. Под его участием созданы первые на Украине учебники для студентов стоматологических факультетов «Пропедевтика внутренних болезней» и «Внутренние болезни».
И. П. Кайдашев создал современную школу иммунофизиологии. Значительное внимание уделяет воспитанию научных кадров. Под научным руководством И. П. Кайдашева выполнены 1 докторская и 20 кандидатских диссертаций. При его активном участии создан и возглавленный им Научно-исследовательский институт генетических и иммунологических основ развития патологии и фармакогенетики. Руководил с 1996 года 25 научно-исследовательскими работами МОЗ Украины, в частности, «Изучение иммунологического аппарата мягких тканей полости рта при генерализованном пародонтите и ортопедических вмешательствах для разработки современных методов иммунокоррекции». Особое место работы, которые являются задачами Государственных целевых программ «Сахарный диабет» и «Артериальная гипертензия». В рамках выполнения НИР по сделкам с МОЗ Украины сформирована концепция перманентной активации ядерного фактора NF-KB как основы системного воспаления, инсулинорезистентности и липотоксичности. Доказано, что вещества, которые подавляют активность NF-KB, ингибируют продукцию провоспалительных циктокинов (ИЛ-1, ИЛ-6, ИЛ-8, ФНО-α), осуществляют инсулинсенситайзерный эффект.
Один из первых на Украине И. П. Кайдашев начал широкомасштабные исследования в области фармакогенетики. Проведены новаторские исследования роли полиморфизма генов PPAR-γ, рецепторов ангиотензина III 1 типа, ангиотензинпревращающего фермента, генов обмена холестерина в патогенезе артериальной гипертензии, разработанные фармакогенетические направления терапии. Отдельное место занимают исследования роли полиморфизма генов Toll-подобных рецепторов 2 и 4 в обеспечении естественной резистентности и чувствительности к инфекционным агентам и аллергенов. Кроме того, изучены иммунотропные аспекты действия наночастиц углерода (фуллерена С60) направлены на модификацию аллергенных и иммуногенных свойств веществ и возможность практического использования направленной противовоспалительного действия по условий иммунного воспаления. Изучено влияние фуллерена С60 на первичную и вторичную иммунный ответ на ало- и гетероантигены.

## Международная деятельность
И. П. Кайдашев — член Европейской академии аллергологии и клинической иммунологии (The European Academy of Allergy and Clinical Immunology), Всемирной организации аллергии (World Allergy Organization), Федерации обществ по клинической иммунологии.
В 1994 году был приглашен на стажировку в Немецкий центр исследований рака (г. Гейдельберг) в лабораторию иммунологии туморогенных вирусов. Изучал вопросы строения эндогенных пептидов, связанных с молекулами главного комплекса гистосовместимости I класса. В 2001 году получил исследовательскую стипендию Европейской академии аллергологии и иммунологии для проведения исследований в Университете г. Лодзь (Польша).
Проф. И.П. Кайдашев выступает в роли академического координатора Европейских Консорциумов в рамках международных проектов "Erasmus Mundus" (MEDEA: 2013-2017 гг.) и "Erasmus+" (International Credit Mobility Programme — с 2015 года). И. П. Кайдашев является членом редколлегии ряда профессиональных изданий «Украинский стоматологический альманах», «Иммунология и аллергология» (Украина), «Astma. Alergologia. Imunologia» (Польша).

## Награды и почётные звания
Награждён дипломами АМН Украины, Грамотой Министерства образования и науки Украины. В 2004 году в Соответствии с Распоряжением Президента Украины для поддержки научных исследований молодых ученых предназначен грант профессору И. П. Кайдашеву. В 2012 году Указом Президента Украины И. П. Кайдашев был отмечен почётным званием «Заслуженный деятель науки и техники Украины». В 2017 году избран академиком Академии наук Высшей школы Украины по отделению фундаментальных проблем медицины. Указом Президента Украины № 110/2019 «О присуждении Государственных премий Украины в области науки и техники 2018 г.» удостоен Государственной премии Украины в области науки и техники 2018 г.

## Монографии
2003 — «Тканевые регуляторные пептиды»;
2004 — «Регуляция активности мембраны и процессов апоптоза лимфоидных клеток тканевыми пептидами»;
2005 — «Физиологическая активность пептического экстракта поджелудочной железы»;
2008 — «Очерки иммунобиологии слизистой оболочки полости рта»;
2011 — «Односеансовий метод лікування пульпіту»;
2016 — «Гиперчувствительность к лекарственным препаратам. Руководство для врачей».

## Учебно-методические пособия
- Шинкевич В.І., Кайдашев І.П. Карієс зубів / Навчальний посібник. — Полтава: ТОВ «АСМІ», 2011. — 100 с.
- Ждан В. М., Кайдашев І.П., Невойт Г. В. Психосоматичні розлади в практиці лікаря-інтерніста: навчально-методичний посібник. — Полтава, 2011. — 344 с.
- Кайдашев І.П., Борзих О. А. Основи геронтології. Навчальний посібник: Частина перша. — Полтава, 2011. — 162 с.
- Кайдашев І.П., Борзих О. А. Основи геронтології. Навчальний посібник: Частина друга. — Полтава, 2011. — 165 с.

## Важнейшие научные публикации
* Hellings PW, Fokkens W, Bachert C, (...) Kaidashev I. et al. Positioning the principles of precision medicine in care pathways for allergic rhinitis and chronic rhinosinusitis − A EUFOREA-ARIA- EPOS-AIRWAYS ICP statement. Allergy. 2017 Sep;72(9):1297-1305. doi: 10.1111/all.13162
* Bousquet J, Bewick M, Cano A, (...) Kaidashev I. et al.  Building Bridges for Innovation in Ageing: Synergies between Action Groups of the EIP on AHA. J Nutr Health Aging. 2017;21(1):92-104. doi: 10.1007/s12603-016-0803-1.
* Bousquet J, Farrell J, (…) Kaidashev I, et al. Scaling up strategies of the chronic respiratory disease programme of the European Innovation Partnership on Active and Healthy Ageing (Action Plan B3: Area 5). Clin Transl Allergy. 2016; 6: 29. doi: 10.1186/s13601-016-0116-9.
* Bousquet J, Schunemann HJ, (…) Kaidashev IP, et al. MACVIA clinical decision algorithm in adolescents and adults with allergic rhinitis. J Allergy Clin Immunol. 2016; 38(2): 367-374. doi: 10.1016/j.jaci.2016.03.025.
* Bousquet J, Schunemann HJ, (…) Kaidashev I, et al. MACVIA-ARIA Sentinel NetworK for allergic rhinitis (MASK-rhinitis): The new generation guideline implementation. Allergy: European Journal of Allergy and Clinical Immunology. 2015; Volume 70, Issue 11: 1372-1392
* Mamontova TV, Mykytiuk MV, Bobrova NO, Kutsenko LO, Vesnina LE, Kaidashev IP. The anti-inflammatory effect of fullerene C60 on adjuvant arthritis in rats. Fiziolohichnyi zhurnal. 2013; Volume 59, Issue 3: 102-110
* Lavrenko AV, Shlykova OA, Kutsenko LA, Mamontova TV, Kaidashev IP. Pharmacogenetic features of the effect of metformin in patients with coronary heart disease in the presence of metabolic syndrome and type 2 diabetes mellitus in terms of PPAR-г2 gene polymorphism. Terapevticheskii Arkhiv. 2012; Volume 84, Issue 9: 35-40
* Vesnina LE, Mamontova TV, Mykytiuk MV, Kutsenko LO, Bobrova NO, Kutsenko NL, Kaidashev IP. The condition of lipid peroxidation in mice and the effect of fullerene C60 during immune response. Fiziolohichnyi zhurnal. 2012; Volume 58, Issue 3: 19-26
* Bobrova NA, Mikitiuk MV, Kutsenko LA, Kaidashev IP. Effect of fullerene C60 on free-radical induced lipid peroxidation processes in bronchial asthma. Patologicheskaia fiziologiia i eksperimental'naia terapiia. 2012; Issue 3: 109-114
* Kutsenko NL, Izmailova OV, Vesnina LE, Kaidashev IP. Role of toll-like receptor 2 and 4 gene polymorphisms in the development of allergic diseases with increased IgE levels. Cytology and Genetics. 2012; Volume 46, Issue 6: 379-383
* File TM, Low DE, (…), Kaydashev IP. FOCUS 1: a randomized, double-blinded, multicentre, Phase III trial of the efficacy and safety of ceftaroline fosamil versus ceftriaxone in community-acquired pneumonia. Journal of Antimicrobial Chemotherapy. 2011; Volume 66, Issue suppl 3: iii19-iii32
* Vinnik NI, Kutsenko LA, Kutsenko NL, Solokhina IL, Mikitiuk MV, Mamontova TV, Kaidashev IP. The effectiveness of pioglitazone in the treatment of patients with coronary heart disease on the background of metabolic syndrome. Likars'ka sprava. 2011; Issue 3-4: 71-78
* Vesnina LE, Mamontova TV, Mikityuk MV, Kutsenko NL, Kutsenko LA, Bobrova NA, Berkalo LV, Kaidashev IP. Effect of fullerene C60 on functional activity of phagocytic cells. Eksperimental'naya i Klinicheskaya Farmakologiya. 2011; Volume 74, Issue 6: 26-29